# Altholzentsorgung
Altholz bezeichnet gebrauchtes Holz, das be- und verarbeitet wurde und der Altholzentsorgung zugeführt wird. Altholz fällt z. B. als Sperrmüll, Gewerbemüll und bei vielen Baumaßnahmen an; größere Mengen insbesondere dann, wenn Holzkonstruktionen wie Dächer, Fenster und Fassaden, Scheunen sowie Gebäude in Holztafelbauweise erneuert oder entfernt werden. Auch werden zahlreiche Baustoffe in Holzverpackungen oder auf Transportpaletten geliefert, die nicht wiederverwendet werden. Darüber hinaus fällt bei der Erstellung neuer Holzkonstruktionen, Betonschalungen, Lehrgerüste und sonstigen Hilfskonstruktionen aus Holz auf nahezu jeder Baustelle Verschnittholz an.

## Jahresmengen 2006–2016
| Altholzmenge in Abfallentsorgungsanlagen (in 1000 t) | Altholzmenge in Abfallentsorgungsanlagen (in 1000 t) | Außenhandelsbilanz mit Abfällen aus Abfallbehandlungsanlagen |
| ---------------------------------------------------- | ---------------------------------------------------- | ------------------------------------------------------------ |
| Jahr                                                 | Menge                                                | Menge                                                        |
| 2006                                                 | 7.727                                                | 0                                                            |
| 2007                                                 | 8.204                                                | 966                                                          |
| 2008                                                 | 8.501                                                | 1.026                                                        |
| 2009                                                 | 7.750                                                | 1.014                                                        |
| 2010                                                 | 8.420                                                | 992                                                          |
| 2011                                                 | 8.771                                                | 918                                                          |
| 2012                                                 | 8.451                                                | 762                                                          |
| 2013                                                 | 8.897                                                | 783                                                          |
| 2014                                                 | 8.886                                                | 790                                                          |
| 2015                                                 | 9.023                                                | 702                                                          |
| 2016                                                 | 9.311                                                | 699                                                          |

## Belastung durch Schad- und Störstoffe
Altholz kann in vielfältiger Weise mit Schadstoffen wie Holzschutzmitteln, Beschichtungen und Farbanstrichen wie alten bleihaltigen Lacken und Beizen belastet sein, die bei der Entsorgung berücksichtigt werden müssen. Span- und Faserplatten können größere Mengen an Kleb- und Zusatzstoffen enthalten.
Daneben ist Altholz häufig mit Störstoffen verunreinigt. Dazu zählen Metallteile wie Nägel, Schrauben und Beschläge, Anhaftungen mineralischer Baustoffe wie Putz, Gips und Beton, Reste von Folien und Dachpappen oder Montageschäumen. 
Abhängig von der Schadstoffbelastung wird Altholz von leicht bis stark belastet in vier Kategorien von A I bis A IV und die Sonderkategorie PCB-Altholz eingeteilt. Für das stoffliche Recycling z. B. für die Herstellung von Holzwerkstoffen sind Althölzer der Kategorien A I und A II zugelassen.
Zur Vermeidung von Umweltschäden durch die unsachgemäße Entsorgung von Altholz hat die Bundesregierung im August 2002 die Altholzverordnung (AltholzV) erlassen. Sie gilt seit März 2003 für Erzeuger und Besitzer von Altholz, Betreiber von Altholzverwertungs- oder -beseitigungsanlagen sowie für öffentlich-rechtliche Entsorgungsträger und beauftragte Dritte. Seit Verabschiedung der Altholzverordnung im Sommer 2003 gelten strengere Vorschriften für Holzabfälle aus Bau- und Abbrucharbeiten. Bau- und Abbruchhölzer dürfen nicht mehr deponiert werden.